# Anthracia nubilaris
Anthracia nubilaris är en fjärilsart som beskrevs av Graslin 1836. Anthracia nubilaris ingår i släktet Anthracia och familjen nattflyn. Inga underarter finns listade i Catalogue of Life.